# Калиновка (Московская область)
Калиновка — деревня в Ленинском городском округе Московской области России.

## Расположение

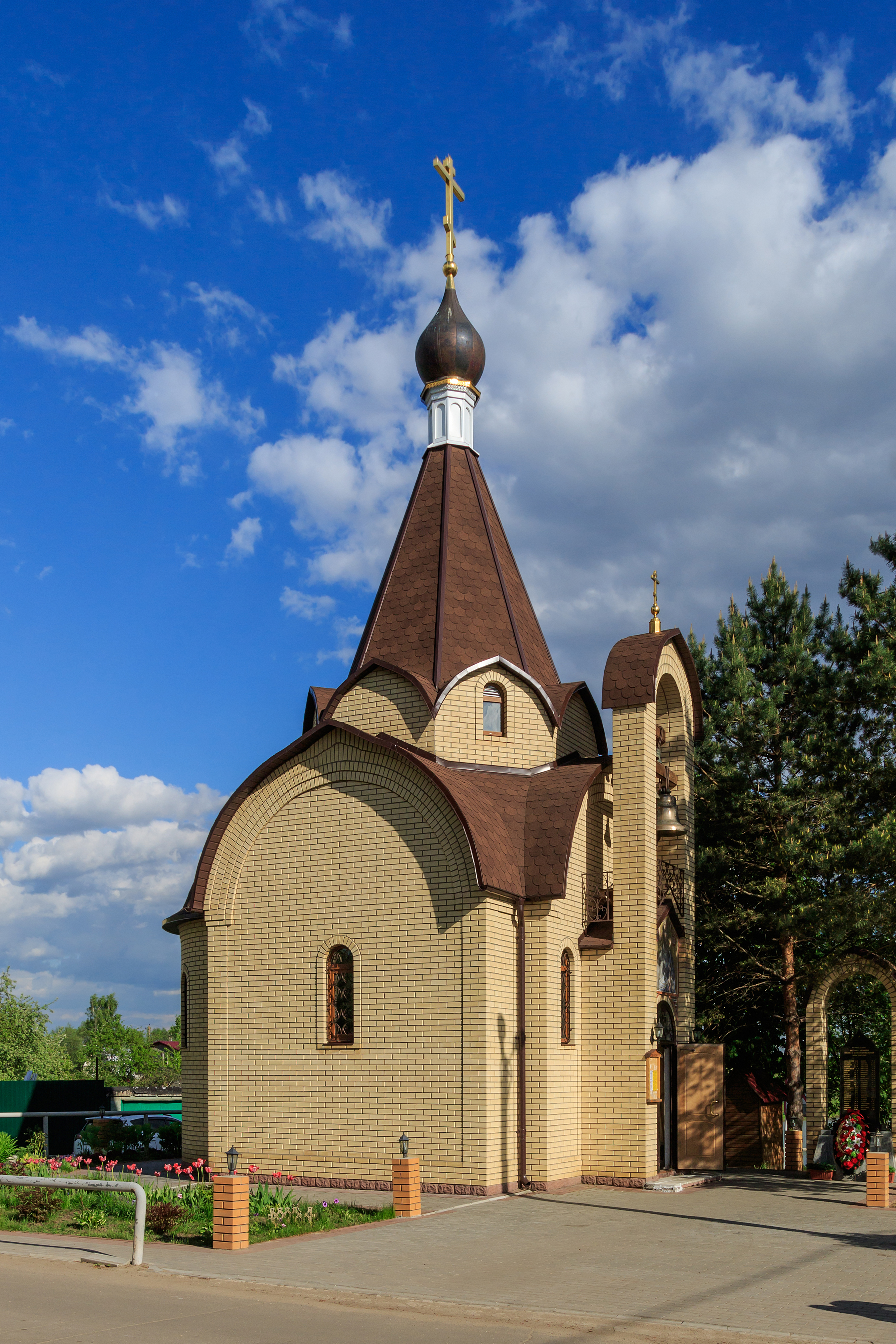
Церковь в Калиновке

Деревня Калиновка находится примерно в 4 км к юго-востоку от центра города Видное. Западнее деревни проходит автодорога М4 «Дон», рядом с которой находится платформа Калинина Павелецкого направления МЖД. Вблизи деревни река Купелинка впадает в Битцу.
В деревне Калиновка есть средняя школа.

## История
В XVII веке деревня Калиновка числилась во владениях государя. В 1706 году по указу Петра I деревня Калиновка вместе с рядом других населённых пунктов была пожалована Александру Даниловичу Меньшикову.
В XIX веке деревня Калиновка входила в состав Сухановской волости Подольского уезда. В 1899 году в деревне проживало 293 человека. В деревне было две текстильные фабрики.
До 2006 года деревня входила в Горкинский сельский округ Ленинского района, а с 2006 до 2019 года в рамках организации местного самоуправления входила в городское поселение Горки Ленинские Ленинского муниципального района.
С 2019 года входит в Ленинский городской округ.

## Население
| 2002 | 2006 | 2010 |
| ---- | ---- | ---- |
| 414  | ↗420 | ↗537 |

Согласно Всероссийской переписи, в 2002 году в деревне проживало 414 человек (181 мужчина и 233 женщины). По данным на 2005 год в деревне проживало 420 человек.